# Grand Prix automobile d'Abou Dabi 2011
GP précédent GP suivant
Le Grand Prix automobile d'Abou Dabi 2011 (2011 Formula 1 Etihad Airways Abu Dhabi Grand Prix), disputé le 13 novembre 2011 sur le circuit Yas Marina, est la 857e épreuve du championnat du monde de Formule 1 courue depuis 1950 et la dix-huitième manche du championnat 2011.
Le champion du monde Sebastian Vettel décroche sa quatorzième pole position en dix-huit courses mais abandonne peu après le départ. Lewis Hamilton, pilote McLaren, parti en deuxième position, mène toute la course et remporte sa troisième victoire de la saison devant Fernando Alonso et Jenson Button. Au classement du championnat, Vettel maintient un écart considérable (119 points) avec son plus proche poursuivant, Button, qui est le mieux placé pour terminer deuxième du championnat. À l'issue du Grand Prix, dix-neuf des vingt-huit pilotes en lice au championnat du monde ont inscrit au moins un point.
Chez les constructeurs, l'écurie Red Bull Racing, déjà sacrée championne du monde, garde une avance confortable en tête du classement malgré l'abandon de Vettel : avec un total de 607 points, l'équipe autrichienne devance McLaren Racing (482) et Ferrari (353). À l'issue de ce Grand Prix, neuf des douze écuries en lice au championnat ont marqué des points, Team Lotus, Virgin et HRT ayant toujours un compteur vierge à une course de la fin de la saison.

## Essais libres

### Vendredi, séance de 13 h
| Pos. | Pilote           | Voiture          | Chrono         | Écart     |
| ---- | ---------------- | ---------------- | -------------- | --------- |
| 1    | Jenson Button    | McLaren-Mercedes | 1 min 40 s 263 |           |
| 2    | Mark Webber      | Red Bull-Renault | 1 min 40 s 389 | + 0 s 126 |
| 3    | Lewis Hamilton   | McLaren-Mercedes | 1 min 40 s 403 | + 0 s 140 |
| 4    | Sebastian Vettel | Red Bull-Renault | 1 min 40 s 755 | + 0 s 492 |
| 5    | Fernando Alonso  | Ferrari          | 1 min 40 s 801 | + 0 s 538 |
| 6    | Felipe Massa     | Ferrari          | 1 min 41 s 260 | + 0 s 997 |

La température ambiante est de 28 °C et la piste est à 41 °C au départ de la première séance d'essais libres. Pour la première fois depuis plusieurs années, deux pilotes français sont en piste : Jean-Éric Vergne pour Scuderia Toro Rosso et Romain Grosjean chez Renault. Pour la première fois depuis Jacques Villeneuve en 2006, un pilote canadien est en piste dans le cadre d'un week-end de Grand Prix, Marussia Virgin Racing ayant aligné Robert Wickens, champion en titre en catégorie Formule Renault 3.5 en World Series by Renault,.
Romain Grosjean signe le premier tour chronométré en 1 min 50 s 375 puis l'améliore à trois reprises en 1 min 47 s 751, 1 min 46 s 401 et 1 min 46 s 067. Lewis Hamilton, en pneus tendres, prend ensuite la tête en 1 min 43 s 889 et améliore aussi sa performance en 1 min 43 s 552, 1 min 42 s 617 et 1 min 41 s 846,,.
Alors qu'il reste encore une heure d'essais, Sebastian Vettel pointe en tête en 1 min 41 s 820 mais est rapidement battu par son coéquipier Mark Webber en 1 min 41 s 456. Les pilotes McLaren haussent alors le rythme et Jenson Button tourne en 1 min 40 s 955 et Hamilton en 1 min 40 s 466. Button réalise ensuite le meilleur temps de la matinée en 1 min 40 s 263,,.
À la suite d'ennuis techniques sur sa monoplace, Rubens Barrichello renonce dès le début de la séance après seulement trois tours d'installation, tandis que Felipe Massa, Fernando Alonso et Heikki Kovalainen sortent tous trois de la piste, sans dommage,,.
- Jean-Éric Vergne, pilote essayeur chez Scuderia Toro Rosso, remplace Sébastien Buemi lors de cette séance d'essais.
- Romain Grosjean, pilote essayeur chez Renault, remplace Bruno Senna lors de cette séance d'essais.
- Robert Wickens, pilote essayeur chez Marussia Virgin Racing, remplace Jérôme d'Ambrosio lors de cette séance d'essais.

### Vendredi après-midi, séance de 17 h
| Pos. | Pilote           | Voiture          | Chrono         | Écart     |
| ---- | ---------------- | ---------------- | -------------- | --------- |
| 1    | Lewis Hamilton   | McLaren-Mercedes | 1 min 39 s 586 |           |
| 2    | Jenson Button    | McLaren-Mercedes | 1 min 39 s 785 | + 0 s 199 |
| 3    | Fernando Alonso  | Ferrari          | 1 min 39 s 971 | + 0 s 385 |
| 4    | Felipe Massa     | Ferrari          | 1 min 39 s 980 | + 0 s 394 |
| 5    | Mark Webber      | Red Bull-Renault | 1 min 40 s 104 | + 0 s 518 |
| 6    | Sebastian Vettel | Red Bull-Renault | 1 min 40 s 132 | + 0 s 546 |

La température ambiante est de 27 °C et la piste est à 30 °C au départ de la deuxième séance d'essais libres du Grand Prix. La séance commence à la lumière du soleil couchant et se termine sous éclairage artificiel,.
Jaime Alguersuari s'élance dès le début de la session et signe le premier temps de référence en 1 min 43 s 662. Il est battu par Paul di Resta en 1 min 42 s 550 puis par Mark Webber en 1 min 42 s 002. Les pilotes Red Bull Racing se battent pour prendre le commandement de la séance et quand Sebastian Vettel tourne en 1 min 41 s 392, Webber réplique en 1 min 40 s 723 avant que Vettel ne signe deux tours en 1 min 40 s 514 puis 1 min 40 s 197. Fernando Alonso règle leur différend en tournant en 1 min 40 s 141,.
Alors qu'il reste encore une heure d'essais, l'éclairage artificiel prend le relais du soleil. Fernando Alonso améliore son temps en bouclant un tour en 1 min 39 s 971 mais il est battu par Jenson Button en 1 min 39 s 970 puis par Lewis Hamilton en 1 min 39 s 586. À dix minutes du drapeau à damier, tous les pilotes, hormis Vitantonio Liuzzi, victime de problèmes techniques sur sa monoplace, sont en piste mais personne ne parvient à améliorer le temps des deux pilotes McLaren,,.
Sebastian Vettel sort de la piste à deux reprises : sa première excursion est sans dommage tandis que la seconde se termine dans le muret à un peu plus d'une demi-heure de la fin de la séance. Sa monoplace n'étant que légèrement abîmée, le champion du monde peut même reprendre la piste dans les dernières minutes de la séance. Quelques instants plus tard, Alonso commet la même erreur que son rival et casse la suspension arrière de sa Ferrari,,.

### Samedi, séance de 14 h
| Pos. | Pilote           | Voiture          | Chrono         | Écart     |
| ---- | ---------------- | ---------------- | -------------- | --------- |
| 1    | Lewis Hamilton   | McLaren-Mercedes | 1 min 38 s 976 |           |
| 2    | Sebastian Vettel | Red Bull-Renault | 1 min 39 s 403 | + 0 s 427 |
| 3    | Mark Webber      | Red Bull-Renault | 1 min 39 s 427 | + 0 s 451 |
| 4    | Jenson Button    | McLaren-Mercedes | 1 min 39 s 429 | + 0 s 453 |
| 5    | Fernando Alonso  | Ferrari          | 1 min 39 s 661 | + 0 s 685 |
| 6    | Nico Rosberg     | Mercedes         | 1 min 40 s 135 | + 1 s 159 |

La température ambiante est de 27 °C et celle de la piste est de 41 °C au départ de la dernière séance d'essais libres. Les pilotes s'élancent très vite pour un premier tour d'installation et Jérôme d'Ambrosio signe le premier tour chronométré en 1 min 49 s 573,.
Plusieurs pilotes se relaient ensuite en tête du classement : Sergio Pérez tourne en 1 min 44 s 566, Paul di Resta en 1 min 44 s 231, Pérez à nouveau (1 min 43 s 905), Felipe Massa (1 min 43 s 132). Comme la veille, les pilotes McLaren se hissent en haut du classement, Jenson Button tournant en 1 min 42 s 163 et Lewis Hamilton en 1 min 41 s 283. Button reprend la tête en 1 min 40 s 993 quand Sebastian Vettel tourne en 1 min 40 s 938 avant d'être battu par Hamilton en 1 min 40 s 661,,.
À vingt minutes de la fin de la session, certains pilotes montent des pneus tendres pour préparer la qualification de l'après-midi. Ainsi chaussé, Felipe Massa prend la tête du classement en 1 min 40 s 631 mais est battu par Adrian Sutil (1 min 40 s 561). Massa améliore en 1 min 40 s 183 avant d'être devancé par Nico Rosberg (1 min 40 s 135), Mark Webber (1 min 39 s 668) et Hamilton en deux temps (1 min 39 s 177 puis 1 min 38 s 976),,.
Jarno Trulli n'a a bouclé qu'un tour d'installation en début de séance avant de rejoindre définitivement son stand à cause de soucis de boîte de vitesses,.

## Séance de qualifications

### Résultats des qualifications

#### Session Q1
La séance qualificative du Grand Prix débute à la lumière du soleil couchant et se termine sous l'éclairage des projecteurs de bord de piste. La température de la piste est de 26 °C à l'entame de la séance. Les pilotes s'élancent très vite en piste, ceux des équipes de pointe utilisant des pneus durs alors que ceux des équipes plus modestes chaussent d'entrée leurs pneus tendres.
Pastor Maldonado entame la séance avec un handicap de dix places sur la grille de départ du lendemain car il utilise son neuvième moteur neuf de la saison alors que la limite est de huit blocs. Mark Webber signe le premier temps de référence en 1 min 41 s 816 mais est successivement battu par Fernando Alonso (1 min 41 s 597), Lewis Hamilton (1 min 41 s 414) et Sebastian Vettel (1 min 41 s 268). Il reprend son bien en 1 min 40 s 936 mais en est à nouveau dépossédé par Hamilton (1 min 40 s 661) et Jenson Button (1 min 40 s 227). Webber améliore une nouvelle fois en 1 min 40 s 167 mais Hamilton signe finalement le meilleur temps en 1 min 39 s 782,,.
Les sept pilotes éliminés sont Rubens Barrichello qui n'a pas bouclé le moindre tour, Vitantonio Liuzzi, Daniel Ricciardo, Jérôme d'Ambrosio, Timo Glock, Jarno Trulli et Heikki Kovalainen,.

#### Session Q2
Les pilotes se relancent en piste alors que le soleil disparaît et que la lumière artificielle prend le relais. Jaime Alguersuari signe le premier tour chronométré en 1 min 41 s 423 mais cède rapidement sa place en tête à son coéquipier Sébastien Buemi (1 min 41 s 098).
Sergio Pérez tourne alors en 1 min 40 s 874 mais est battu par Mark Webber (1 min 39 s 209), Sebastian Vettel (1 min 38 s 516) et Lewis Hamilton (1 min 38 s 434).
La séance est alors interrompue par un drapeau rouge car une quille qui délimite une chicane a été arrachée par une des monoplaces et des débris traînent sur la piste. La séance est relancée quelques instants plus tard et les pilotes ont encore dix minutes pour se qualifier pour la session Q3. Tous les pilotes sont en piste sauf les quatre premiers du classement, Hamilton, Vettel, Fernando Alonso et Jenson Button,.
Les sept pilotes éliminés sont Pastor Maldonado, Kamui Kobayashi, Alguersuari, Bruno Senna, Buemi, Vitaly Petrov et Pérez.

#### Session Q3
Sept des dix pilotes qualifiés ne tardent pas à remonter en piste, Michael Schumacher, Adrian Sutil et Paul di Resta restant dans leur stand,,.
À l'issue de leur première tentative, Lewis Hamilton, en 1 min 38 s 704, devance Sebastian Vettel (1 min 38 s 746), Mark Webber (1 min 38 s 858), Jenson Button (1 min 39 s 013), Fernando Alonso (1 min 39 s 584) et Felipe Massa (1 min 40 s 137). Nico Rosberg, Michael Schumacher et Adrian Sutil font un seul tour chronométré, en pneus durs, avant de rentrer aux stands alors que Paul di Resta boucle un tour en pneus durs avant de rejoindre son stand sans signer le moindre temps,.
À trois minutes du terme, tous les pilotes, sauf Paul di Resta, prennent la piste. Button améliore en 1 min 38 s 631 mais son coéquipier Hamilton fait mieux (1 min 38 s 622) avant que Vettel ne signe sa quatorzième pole position de l'année en 1 min 38 s 481. Il égale ainsi le record de pole positions en une saison détenu par Nigel Mansell depuis 1992,,.

### Grille de départ
| Pos.                                                                                      | Pilote                  | Écurie               | Qualifications 1 | Qualifications 2 | Qualifications 3 |
| ----------------------------------------------------------------------------------------- | ----------------------- | -------------------- | ---------------- | ---------------- | ---------------- |
| 1                                                                                         | Sebastian Vettel SREC   | Red Bull-Renault     | 1 min 40 s 478   | 1 min 38 s 516   | 1 min 38 s 481   |
| 2                                                                                         | Lewis Hamilton SREC     | McLaren-Mercedes     | 1 min 39 s 782   | 1 min 38 s 434   | 1 min 38 s 622   |
| 3                                                                                         | Jenson Button SREC      | McLaren-Mercedes     | 1 min 40 s 227   | 1 min 39 s 097   | 1 min 38 s 631   |
| 4                                                                                         | Mark Webber SREC        | Red Bull-Renault     | 1 min 40 s 167   | 1 min 38 s 821   | 1 min 38 s 858   |
| 5                                                                                         | Fernando Alonso SREC    | Ferrari              | 1 min 41 s 380   | 1 min 39 s 058   | 1 min 39 s 058   |
| 6                                                                                         | Felipe Massa SREC       | Ferrari              | 1 min 41 s 592   | 1 min 39 s 623   | 1 min 39 s 695   |
| 7                                                                                         | Nico Rosberg SREC       | Mercedes             | 1 min 41 s 120   | 1 min 39 s 420   | 1 min 39 s 773   |
| 8                                                                                         | Michael Schumacher SREC | Mercedes             | 1 min 42 s 605   | 1 min 40 s 554   | 1 min 40 s 662   |
| 9                                                                                         | Adrian Sutil SREC       | Force India-Mercedes | 1 min 40 s 595   | 1 min 40 s 205   | 1 min 40 s 768   |
| 10                                                                                        | Paul di Resta SREC      | Force India-Mercedes | 1 min 41 s 064   | 1 min 40 s 414   | Pas de temps     |
| 11                                                                                        | Sergio Pérez SREC       | Sauber-Ferrari       | 1 min 41 s 311   | 1 min 40 s 874   |                  |
| 12                                                                                        | Vitaly Petrov SREC      | Renault              | 1 min 40 s 955   | 1 min 40 s 919   |                  |
| 13                                                                                        | Sébastien Buemi SREC    | Toro Rosso-Ferrari   | 1 min 41 s 737   | 1 min 41 s 009   |                  |
| 14                                                                                        | Bruno Senna SREC        | Renault              | 1 min 41 s 391   | 1 min 41 s 079   |                  |
| 15                                                                                        | Jaime Alguersuari SREC  | Toro Rosso-Ferrari   | 1 min 41 s 386   | 1 min 41 s 162   |                  |
| 16                                                                                        | Kamui Kobayashi SREC    | Sauber-Ferrari       | 1 min 41 s 613   | 1 min 41 s 240   |                  |
| 17                                                                                        | Pastor Maldonado SREC   | Williams-Cosworth    | 1 min 42 s 258   | 1 min 41 s 760   |                  |
| 18                                                                                        | Heikki Kovalainen       | Team Lotus-Renault   | 1 min 42 s 979   |                  |                  |
| 19                                                                                        | Jarno Trulli            | Team Lotus-Renault   | 1 min 43 s 884   |                  |                  |
| 20                                                                                        | Timo Glock              | Virgin-Cosworth      | 1 min 44 s 515   |                  |                  |
| 21                                                                                        | Daniel Ricciardo        | HRT-Cosworth         | 1 min 44 s 641   |                  |                  |
| 22                                                                                        | Jérôme d'Ambrosio       | Virgin-Cosworth      | 1 min 44 s 699   |                  |                  |
| 23                                                                                        | Vitantonio Liuzzi       | HRT-Cosworth         | 1 min 45 s 159   |                  |                  |
| Temps minimal à réaliser pour la qualification : 1 min 46 s 766 (107 % de 1 min 39 s 782) |                         |                      |                  |                  |                  |
| 24                                                                                        | Rubens Barrichello SREC | Williams-Cosworth    | Pas de temps     |                  |                  |

- Pastor Maldonado, auteur du dix-septième temps, est rétrogradé de 10 places sur la grille de départ car il utilise son neuvième moteur de la saison alors que seulement huit moteurs sont autorisés. Il s'élance donc de la dernière place de la grille.
- Rubens Barrichello, initialement non-qualifié, est repêché par les commissaires de course et peut prendre le départ du Grand Prix.

## Course

### Déroulement de l'épreuve
Si le soleil brille encore au moment où les pilotes s'alignent sur la grille de départ, c'est sous éclairage artificiel que la course se terminera. Sebastian Vettel est en pole position avec Lewis Hamilton à ses côtés en première ligne. Leurs équipiers respectifs se partagent la deuxième ligne devant les deux pilotes Ferrari. À l'extinction des feux, Vettel prend un bon départ et s'engouffre en tête dans le premier virage mais il sort de la piste quelques instants plus tard avec un pneu crevé. Il parvient à rejoindre son stand au ralenti mais abandonne. Pendant ce temps, Fernando Alonso passe de la cinquième place sur la grille à la deuxième place derrière Lewis Hamilton tandis que Sergio Pérez et Bruno Senna repassent par leur stand,,.
Au premier passage sur la ligne, Hamilton devance Alonso, Jenson Button, Mark Webber, Felipe Massa, Nico Rosberg, Michael Schumacher et Adrian Sutil. Au sixième passage, Hamilton a 3 secondes d'avance sur Alonso, 6 s sur Button, 7 s sur Webber et 9 s sur Massa ; suivent Rosberg, Schumacher, Sutil, Paul di Resta, Sébastien Buemi, Vitaly Petrov et Jaime Alguersuari. Quelques instants plus tard, Buemi prend l'avantage sur Sutil tandis que, plus haut dans le classement, Webber et Button se dépassent à tour de rôle en actionnant leur aileron arrière mobile. Lors d'une passe d'armes, les deux monoplaces se touchent, sans gravité, et Button conserve son rang devant son rival,,.
Massa et Alguersuari s'arrêtent changer leurs pneus au quinzième tour, Hamilton, Alonso, Button, Sutil, Schumacher, Heikki Kovalainen au tour suivant, Webber, Rosberg, Trulli au dix-septième, Petrov, Rubens Barrichello, Daniel Ricciardo, Jérôme d'Ambrosio au suivant et Bruno Senna au vingtième. L'arrêt de Webber est trop long et l'Australien décroche au classement. En tête de la course, Hamilton a une avance de 4 secondes sur Alonso, 17 s sur Button, 20 s sur Massa, 23 s sur Webber, 31 s sur Rosberg, 41 s sur Sutil et 44 s sur Schumacher. Jenson Button perd peu à peu du terrain sur les deux hommes de tête car son SREC dysfonctionne. Dans le même temps, Sébastien Buemi abandonne sur problème technique alors qu'il était dans les points,,.
Di Resta et Pérez changent leurs pneus au vingt-huitième tour alors que Button, Massa et Webber sont séparés par des intervalles d'une seconde et peuvent donc actionner leur aileron arrière mobile pour tenter un dépassement. Massa commet une erreur sous la pression de Webber qui le dépasse mais le Brésilien retrouve sa position quelques instants plus tard. Jenson Button profite quant à lui du duel entre ses rivaux pour hausser son rythme et creuser un écart suffisant pour se mettre hors de portée du Drag Reduction System. En tête de la course, Hamilton porte son avance sur Alonso à 5 secondes au trente-et-unième tour. Barrichello s'arrête changer de pneus au trente-quatrième tour, Webber au trente-cinquième, Button, Sutil, Senna au suivant, Petrov au trente-neuvième, Hamilton, Massa, Kovalainen au suivant, Schumacher au quarante-deuxième, Alonso au quarante-troisième et Rosberg au quarante-huitième,,.
Si Mark Webber devance Button sur la piste, cet avantage n'est que virtuel : alors que Button a chaussé des pneus durs lui permettant de finir la course, le pilote australien a une nouvelle fois choisi des gommes tendres et doit obligatoirement s'arrêter avant la fin pour utiliser une nouvelle spécification de pneus, conformément au règlement. Lewis Hamilton remporte sa troisième victoire de la saison devant Fernando Alonso. Mark Webber s'arrête dans le dernier tour pour chausser des pneus durs et perd sa troisième place au profit de Jenson Button. Massa termine cinquième ; suivent pour les points Rosberg, Schumacher, Sutil, di Resta et Kobayashi,,.

### Classement de la course
| Pos. | no | Pilote                  | Écurie               | Tours | Temps/Abandon                      | Grille | Points |
| ---- | -- | ----------------------- | -------------------- | ----- | ---------------------------------- | ------ | ------ |
| 1    | 3  | Lewis Hamilton SREC     | McLaren-Mercedes     | 55    | 1 h 37 min 11 s 886 (188,494 km/h) | 2      | 25     |
| 2    | 5  | Fernando Alonso SREC    | Ferrari              | 55    | + 8 s 457                          | 5      | 18     |
| 3    | 4  | Jenson Button SREC      | McLaren-Mercedes     | 55    | + 25 s 871                         | 3      | 15     |
| 4    | 2  | Mark Webber SREC        | Red Bull-Renault     | 55    | + 35 s 784                         | 4      | 12     |
| 5    | 6  | Felipe Massa SREC       | Ferrari              | 55    | + 50 s 578                         | 6      | 10     |
| 6    | 8  | Nico Rosberg SREC       | Mercedes             | 55    | + 52 s 317                         | 7      | 8      |
| 7    | 7  | Michael Schumacher SREC | Mercedes             | 55    | + 1 min 15 s 964                   | 8      | 6      |
| 8    | 14 | Adrian Sutil SREC       | Force India-Mercedes | 55    | + 1 min 17 s 122                   | 9      | 4      |
| 9    | 15 | Paul di Resta SREC      | Force India-Mercedes | 55    | + 1 min 41 s 087                   | 10     | 2      |
| 10   | 16 | Kamui Kobayashi SREC    | Sauber-Ferrari       | 54    | + 1 tour                           | 16     | 1      |
| 11   | 17 | Sergio Pérez SREC       | Sauber-Ferrari       | 54    | + 1 tour                           | 11     |        |
| 12   | 11 | Rubens Barrichello SREC | Williams-Cosworth    | 54    | + 1 tour                           | 24     |        |
| 13   | 10 | Vitaly Petrov SREC      | Renault              | 54    | + 1 tour                           | 12     |        |
| 14   | 12 | Pastor Maldonado SREC   | Williams-Cosworth    | 54    | + 1 tour                           | 23     |        |
| 15   | 19 | Jaime Alguersuari SREC  | Toro Rosso-Ferrari   | 54    | + 1 tour                           | 15     |        |
| 16   | 9  | Bruno Senna SREC        | Renault              | 54    | + 1 tour                           | 14     |        |
| 17   | 20 | Heikki Kovalainen       | Lotus-Cosworth       | 54    | + 1 tour                           | 17     |        |
| 18   | 21 | Jarno Trulli            | Lotus-Cosworth       | 53    | + 2 tours                          | 18     |        |
| 19   | 24 | Timo Glock              | Virgin-Cosworth      | 53    | + 2 tours                          | 19     |        |
| 20   | 23 | Vitantonio Liuzzi       | HRT-Cosworth         | 53    | + 2 tours                          | 22     |        |
| Abd. | 22 | Daniel Ricciardo        | HRT-Cosworth         | 47    | Moteur                             | 20     |        |
| Abd. | 18 | Sébastien Buemi SREC    | Toro Rosso-Ferrari   | 18    | Hydraulique                        | 13     |        |
| Abd. | 25 | Jérôme d'Ambrosio       | Virgin-Cosworth      | 17    | Freins                             | 21     |        |
| Abd. | 1  | Sebastian Vettel SREC   | Red Bull-Renault     | 1     | Crevaison                          | 1      |        |

### Pole position et record du tour
Sebastian Vettel signe la vingt-neuvième pole position de sa carrière, sa deuxième à Yas Marina et sa quatorzième de la saison. Mark Webber signe le douzième meilleur tour en course de sa carrière, son sixième de la saison et son premier sur ce circuit.
- Pole position :  Sebastian Vettel (Red Bull-Renault) en 1 min 38 s 481 (203,028 km/h)[23].
- Meilleur tour en course :  Mark Webber (Red Bull-Renault) en 1 min 42 s 612 (194,854 km/h) au cinquante-et-unième tour[24].

### Tours en tête
- Lewis Hamilton : 51 tours (1-16 / 18-40 / 44-55)[25]
- Mark Webber : 1 tour (17)
- Fernando Alonso : 3 tours (41-43)

## Classements généraux à l'issue de la course
| Pos.     | Pilote             | Écurie               | Points |
| -------- | ------------------ | -------------------- | ------ |
| Champion | Sebastian Vettel   | Red Bull-Renault     | 374    |
| 2        | Jenson Button      | McLaren-Mercedes     | 255    |
| 3        | Fernando Alonso    | Ferrari              | 245    |
| 4        | Mark Webber        | Red Bull-Renault     | 233    |
| 5        | Lewis Hamilton     | McLaren-Mercedes     | 227    |
| 6        | Felipe Massa       | Ferrari              | 108    |
| 7        | Nico Rosberg       | Mercedes             | 83     |
| 8        | Michael Schumacher | Mercedes             | 76     |
| 9        | Vitaly Petrov      | Renault              | 36     |
| 10       | Nick Heidfeld      | Renault              | 34     |
| 11       | Adrian Sutil       | Force India-Mercedes | 34     |
| 12       | Kamui Kobayashi    | Sauber-Ferrari       | 28     |
| 13       | Jaime Alguersuari  | Toro Rosso-Ferrari   | 26     |
| 14       | Paul di Resta      | Force India-Mercedes | 23     |
| 15       | Sébastien Buemi    | Toro Rosso-Ferrari   | 15     |
| 16       | Sergio Pérez       | Sauber-Ferrari       | 14     |
| 17       | Rubens Barrichello | Williams-Cosworth    | 4      |
| 18       | Bruno Senna        | Renault              | 2      |
| 19       | Pastor Maldonado   | Williams-Cosworth    | 1      |

| Pos.     | Écurie               | Points |
| -------- | -------------------- | ------ |
| Champion | Red Bull-Renault     | 607    |
| 2        | McLaren-Mercedes     | 482    |
| 3        | Scuderia Ferrari     | 353    |
| 4        | Mercedes Grand Prix  | 159    |
| 5        | Renault F1 Team      | 72     |
| 6        | Force India-Mercedes | 57     |
| 7        | Sauber-Ferrari       | 42     |
| 8        | Toro Rosso-Ferrari   | 41     |
| 9        | Williams-Cosworth    | 5      |

## Statistiques
Le Grand Prix d'Abou Dabi 2011 représente :
- la 29e pole position de sa carrière pour Sebastian Vettel[28] ;
- la 17e victoire de sa carrière pour Lewis Hamilton[29] ;
- la 175e victoire pour McLaren Racing en tant que constructeur[30] ;
- la 88e victoire pour Mercedes en tant que motoriste[31].

Lors de ce Grand Prix :
- Sebastian Vettel égale le record de 14 pole positions en une saison établi par Nigel Mansell en 1992[32] ;
- Lewis Hamilton passe la barre des 700 points inscrits en championnat du monde (723 points)[33] ;
- Lewis Hamilton passe la barre des 1 000 tours en tête (1 047 tours)[34] ;
- Lewis Hamilton passe la barre des 5 000 kilomètres en tête (5 119 kilomètres)[35] ;
- Nico Rosberg passe la barre des 300 points inscrits en championnat du monde (300,5 points)[36] ;